# A Certain Ratio
A Certain Ratio – związany z nurtem postpunkowym zespół muzyczny założony w 1977 roku w Manchesterze w Anglii. Nazwa zespołu została zaczerpnięta z utworu The True Wheel Briana Eno. Grupa w oryginalny sposób łączyła elementy muzyki latynoskiej, funka i dance. Od początku swojej działalności związani z wytwórnią Factory Records, po jej rozwiązaniu przeszli do wytwórni A&M.

## Dyskografia
Albumy:
- The Graveyard and the Ballroom (1980)
- To Each... (1981)
- Sextet (1982)
- I'd Like To See You Again (1982)
- Force (1986)
- Good Together (1989)
- acr:mcr (1990)
- Up In Downsville (1992)
- Change The Station (1997)
- Mind Made Up (2008)

Single:
- All Night Party / The Thin Boys 7"
- Flight / Blown Away / And Then Again 12"
- The Double 12" (12" 2 x 12", 7 tracks)
- Waterline / Funaezekea 12"
- Knife Slits Water / Tumba Rumba 7"
- Knife Slits Water / Kether Hot Knifes 12"
- I Need Someone Tonight / Don't You Worry 'Bout A Thing 12" (Also promo 7" FAC 72/7)
- Life's A Scream / There's Only This 12"
- Life's A Scream (Edit) / There's Only This (Edit) 7"
- Wild Party / Sounds Like Something Dirty 12"
- Mickey Way (The Candy Bar) / Inside / Si Firmi O Grido 12"
- Bootsy / Inside 7" (Australian only)
- Bootsy (Remix) / Mickey Way 12" (tylko w Australii)

Kompilacje:
- A Certain Ratio Live in America (live album, 1985)
- The Old and the New (singles compilation, 1986)
- Looking for a Certain Ratio (remixes, 1994)
- Early (2002)
- Live In Groningen (2005)